# Chalepoxenus tarbinskii
Chalepoxenus tarbinskii là một loài kiến thuộc họ Formicidae. Đây là loài đặc hữu của Kyrgyzstan.